# تورو دوي
تورو دوي (باليابانية: 土井亨؛ بالكانا: どい とおる) هو سياسي ياباني، ولد في 12 أغسطس 1958 في تومييا في اليابان. نشط حزبياً في الحزب الليبرالي الديمقراطي الياباني. في الانتخابات العامة اليابانية 2017، انتخب عضو مجلس النواب من اليابان عن دائرة Miyagi 1st district ‏ وقد انضم خلال فترته النيابية ‏ (22 أكتوبر 2017 – )  للكتلة البرلمانية الحزب الليبرالي الديمقراطي الياباني وانتخب عضو مجلس النواب من اليابان عن دائرة Miyagi 1st district ‏ وقد انضم خلال فترته النيابية ‏  للكتلة البرلمانية الحزب الليبرالي الديمقراطي الياباني.

## وصلات خارجية
- الموقع الرسمي